# Nikolay Dmitryevich Sergeyev
Nikolay Dmitryevich Sergeyev (tiếng Nga: Никола́й Дми́триевич Серге́ев; 22 tháng 9 năm 1909 - 11 tháng 2 năm 1999), hoặc Mikola Dmitrovich Sergeyev (tiếng Ukraina: Микола Дмитрович Серге́ев), là một đô đốc Hải quân Liên Xô, Phó Tổng tư lệnh thứ nhất, kiêm Tham mưu trưởng Hải quân Liên Xô (1964-1977), hàm Đô đốc hạm đội.

## Tiểu sử
Sergeyev gia nhập Hải quân năm 1928 và tốt nghiệp Trường Hải quân cao cấp MV Frunze vào năm 1931. Năm 1932, ông gia nhập Hạm đội quân sự Amur ở Viễn Đông với vị trí chỉ huy các tàu tuần tra trên sông. Ông tốt nghiệp Học viện Hải quân năm 1941.
Trong Thế chiến thứ hai, Sergeyev lần đầu tiên phục vụ trong Bộ Tổng tham mưu Hải quân, tham gia xây dựng kế hoạch cho các hoạt động đổ bộ và sau đó chỉ huy các tàu tuần tra thuộc hạm đội tàu Volga trước khi trở lại Bộ Tổng tham mưu Hải quân vào năm 1943.
Sau chiến tranh, Sergeyev tiếp tục phục vụ trong Bộ Tổng tham mưu Hải quân và tham gia vào chương trình thử nghiệm vũ khí hạt nhân của Liên Xô gần Novaya Zemlya. Ông trở thành người đứng đầu Tổng cục Tác chiến vào năm 1953 và Tham mưu trưởng Hải quân vào năm 1964, phục vụ 13 năm (lâu hơn bất kỳ ai khác) trong chức vụ đó. Ông được thăng hàm Đô đốc hạm đội năm 1970 và là Tổng Thanh tra Bộ Quốc phòng.
Sergeyev nghỉ hưu năm 1992 và mất năm 1999 tại Moskva. Ông được chôn cất tại Nghĩa trang Novodevichy.

## Danh hiệu và giải thưởng
- Huân chương Lenin (2)
- Huân chương Cách mạng Tháng Mười
- Huân chương Cờ đỏ (3)
- Huân chương Nakhimov, hạng 2
- Huân chương Chiến tranh Vệ quốc hạng 1 (2)
- Huân chương Cờ đỏ Lao động
- Huân chương Sao đỏ (3)
- Huân chương Zhukov (Liên bang Nga, 1995)
- Giải thưởng Nhà nước Liên Xô

## Lược sử quân hàm
- Thượng úy hải quân (Старший лейтенант; 22.03.1936)
- Đại úy hải quân (Капитан-лейтенант; 1.04.1937)
- Thiếu tá hải quân (Капитан 3-го ранга; 26.03.1939)
- Trung tá hải quân (Капитан 2-го ранга; 1941)
- Đại tá hải quân (Капитан 1-го ранга; 18.03.1943)
- Chuẩn đô đốc (Контр-адмирал; 11.05.1949)
- Phó đô đốc (Вице-адмирал; 18.02.1958)
- Đô đốc (Адмирал; 16.06.1965)
- Đô đốc hạm đội (Адмирал флота; 29.04.1970)